# كويزي طويل الأبواغ
كويزي طويل الأبواغ (الاسم العلمي: Cantharellus longisporus) هو نوع من الفطريات يتبع جنس الكويزي من فصيلة الكويزية.